# Invictus (poema)
Invictus és un poema breu escrit pel poeta anglès William Ernest Henley el 1875, publicat per primera vegada el 1888 en el seu Llibre de poemes, on es trobava el quart d'una sèrie titulada Vida i mort (ressons). No tenia títol originalment: les primeres edicions contenien només la dedicatòria A R.T.H.B. -en referència a Robert Thomas Hamilton Bruce (1846-1899), un reeixit comerciant de farina i forner que era mecenes de literats-. El títol de "Invictus" (invicte, inconquistable en llatí) va ser afegit per Arthur Quiller-Couch en incloure-ho en l'Oxford Book of English Verse (1900).

## Context
A l'edat de 12 anys, Henley va ser víctima de la tuberculosi als ossos. Anys després, la malaltia li va arribar a un peu i els metges van anunciar que l'amputació per sota del genoll seria l'única forma de preservar la seva vida. El 1867 havia aconseguit passar amb èxit l'examen d'entrada a la Universitat d'Oxford. El 1875 escrivia el poema des d'un llit d'hospital. Malgrat els seus problemes de salut, va viure la seva vida d'una forma activa fins a la seva mort als 53 anys. El seu amic Robert Louis Stevenson va basar el seu personatge del capità Long John Silver de l'illa del tresor, en ell.

## Text original en anglès
Out of the night that covers me

Black as the pit from pole to pole,

I thank whatever gods may be

For my unconquerable soul.

In the fell clutch of circumstance,

I have not winced nor cried aloud.

Under the bludgeonings of chance

My head is bloody, but unbowed.

Beyond this place of wrath and tears

Looms but the Horror of the shade,

And yet the menace of the years

Finds, and shall find, me unafraid.

It matters not how strait the gate,

How charged with punishments the scroll,

I am the master of my fate:

I am the captain of my soul.

## Al voltant del poema
- En el film Kings Row (1942), aquest poema és recitat en el clímax de la cinta.
- Invictus (1998) és el nom d'un àlbum de la banda de metall Virgin Steele, en les lletres del qual la influència del poema està present.
- Timothy McVeigh, condemnat a mort per l'atemptat d'Oklahoma, va recitar el poema com les seves últimes paraules el 2001.[5]
- Invictus (2009) és una pel·lícula dirigida per Clint Eastwood i protagonitzada per Morgan Freeman i Matt Damon, basada en el llibre El factor humà de John Carlin. Tracta sobre Nelson Mandela i el seu ús de la Copa del Món de Rugbi de 1995 com una oportunitat per unir a Sud-àfrica. El títol ve del fet que Mandela tenia el poema escrit en un full de paper durant la seva presó, per ajudar-lo a suportar l'empresonament. Mandela li escriu el poema al capità de la selecció sud-africana, François Pienaar, abans del començament del campionat, si bé en la realitat Mandela li va donar un extracte de "The Man in the Arena", un discurs de Theodore Roosevelt.
- En 2017 Lana Del Rey va llançar la cançó «Lust for Life», la lletra de la qual s'inspira en aquest poema. En la tornada diu Cause we're the masters of our own fate We're the captains of our own souls.